# NGC 2487
NGC 2487 (другие обозначения — UGC 4126, MCG 4-19-12, ZWG 118.30, KCPG 150B, IRAS07553+2517, PGC 22343) — спиральная галактика с перемычкой (SBb) в созвездии Близнецы.
Этот объект входит в число перечисленных в оригинальной редакции «Нового общего каталога».
В галактике вспыхнула сверхновая SN 1975O. Её пиковая видимая звёздная величина составила 15,2.
Галактика NGC 2487 входит в состав группы галактик NGC 2487. Помимо NGC 2487 в группу также входят NGC 2486, NGC 2498 и UGC 4099.